# Anomala phalaena
Anomala phalaena är en skalbaggsart som beskrevs av Ohaus 1915. Anomala phalaena ingår i släktet Anomala och familjen Rutelidae. Inga underarter finns listade i Catalogue of Life.